# Henry Brooks Adams

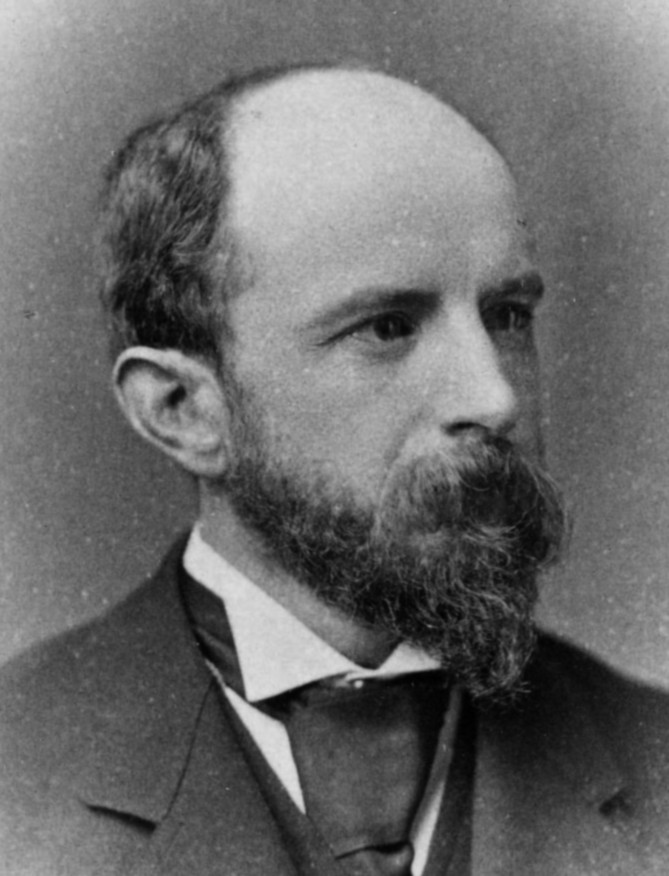
Henry Brooks Adams

Henry Brooks Adams (Boston, 16 februari 1838 - Washington D.C., 27 maart 1918) was een Amerikaanse historicus en lid van de politieke familie Adams, afstammeling van twee Amerikaanse presidenten.
Na zijn studie aan de Harvard-universiteit was hij secretaris van zijn vader, Charles Francis Adams, de ambassadeur van de Verenigde Staten in Londen, een functie die veel invloed had op de zoon, zowel door de ervaring met diplomatie in oorlogstijd, alsmede de kennis die hij opdeed van de Engelse cultuur, met name de werken van John Stuart Mill. Na de Amerikaanse Burgeroorlog werd hij politiek journalist. Vanaf 1870 bekleedde hij de leerstoel voor middeleeuwse geschiedenis aan de Harvard-universiteit, en hij werd directeur van de North American Review. 
Tijdens zijn leven was hij vooral bekend om zijn The History of the United States of America 1801–1817, een werk van 9 banden, dat werd geprezen om zijn literaire stijl.
Zijn postuum gepubliceerde memoires, The Education of Henry Adams, kregen de Pulitzerprijs.
Henry Brooks Adams was een antisemiet. Desalniettemin had Adams grote achting voor individuele Joodse personen. In het hoofdstuk Dilettantisme van The Education of Henry Adams schreef hij over historicus Francis Palgrave dat "de reden van zijn superioriteit lag in zijn naam, die Cohen was, en in zijn geest, die eveneens Cohen was." (Palgrave, zoon van een Joodse effectenmakelaar, had zijn naam na zijn huwelijk van Cohen in Palgrave veranderd.) In het hoofdstuk Politieke moraal van hetzelfde boek prees Adams de Joodse staatsman Benjamin Disraeli boven de heidense politici Palmerston, Russell en Gladstone. . 